# Maciej Tyborowski
Maciej Tyborowski (ur. 13 lipca 1945 w Parczewie) – polski siatkarz i trener siatkówki, mistrz i reprezentant Polski.

## Kariera sportowa
Był słuchaczem Studium Nauczycielskiego Wychowania Fizycznego w Gdańsku, które ukończył w 1966. Występował w AZS Gdańsk, z którym w 1966 debiutował w ekstraklasie. W latach 1968–1974 był zawodnikiem AZS Olsztyn, z którym wywalczył brązowy medal mistrzostw Polski w 1971, wicemistrzostwo Polski w 1972, mistrzostwo Polski w 1973 i kolejne wicemistrzostwo Polski w 1974. W latach 1967–1969 wystąpił w 52 spotkaniach reprezentacji Polski seniorów, w tym m.in. na zawodach Pucharu Świata w 1969, na których jego drużyna zajęła 8. miejsce
W latach 1974–1999 mieszkał we Włoszech, do 1982 jako grający trener, następnie trener różnych drużyn. M.in. w sezonie 1977/1978 występował w zespole serii A Altur. Trieste jako grający trener. W latach 1980–1985 pracował w klubach serii B z Udine (1980/1981) – Mondovì (1981–1984) i Antares Vittorio Veneto (1984/1985). W trakcie sezonu 1984/1985 został trenerem I-ligowej drużyny Bistefani Asti i zajął z nią 8. miejsce w lidze. W sezonie 1987/1988 był drugim, a w sezonie 1988/1989 pierwszym trenerem innego zespołu serie A Opel Agrigento, z którym jednak zajął w lidze ostatnie miejsce Pod koniec sezonu 1990/1991 prowadził razem z grającym równocześnie Andreą Anastasim zespół Sisley Treviso i w tej roli wywalczył w 1991 Puchar CEV.
Od listopada 2000 do grudnia 2001 był trenerem występującego w ekstraklasie zespołu AZS Olsztyn, w sezonie 2000/2001 jego drużyna zajęła 5.miejsce.